# Glaciares de Bután

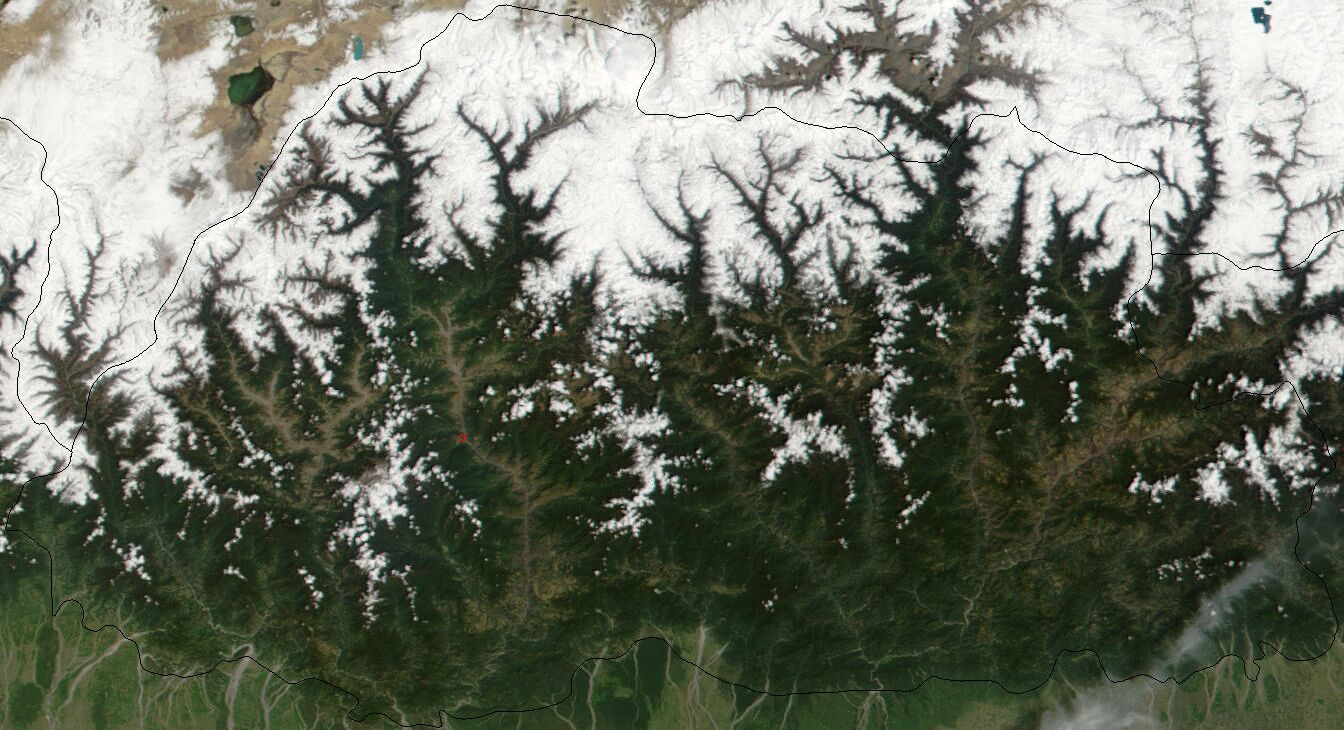
Vista de satélite de Bután

Los glaciares de Bután, que cubrían alrededor del 10% de la superficie total del país en la década de 1980, son una importante fuente de agua para los ríos de Bután. Alimentados por nieve fresca cada invierno y derritiéndose lentamente en el verano, los glaciares traen millones de litros de agua dulce a Bután. El deshielo glacial también se suma a los ríos crecidos por los monzones, lo que puede ser un factor que contribuya a las inundaciones. Cuando el movimiento de los glaciares bloquea temporalmente el flujo de los ríos, las áreas inferiores pueden verse amenazadas por las inundaciones repentinas de los lagos glaciares. Aunque estas inundaciones no son un fenómeno nuevo en Bután, su frecuencia ha aumentado en las últimas tres décadas. En 1957, 1960, 1968 y 1994 se produjeron importantes desbordamientos que devastaron vidas y propiedades río abajo. Sin embargo, según el Departamento de Energía de Bután, la mayoría de los ríos de la región son más susceptibles a fluctuaciones con los patrones cambiantes de las precipitaciones que a las inundaciones directamente atribuibles al deshielo de los glaciares o la nieve.

## Glaciares y lagos glaciales

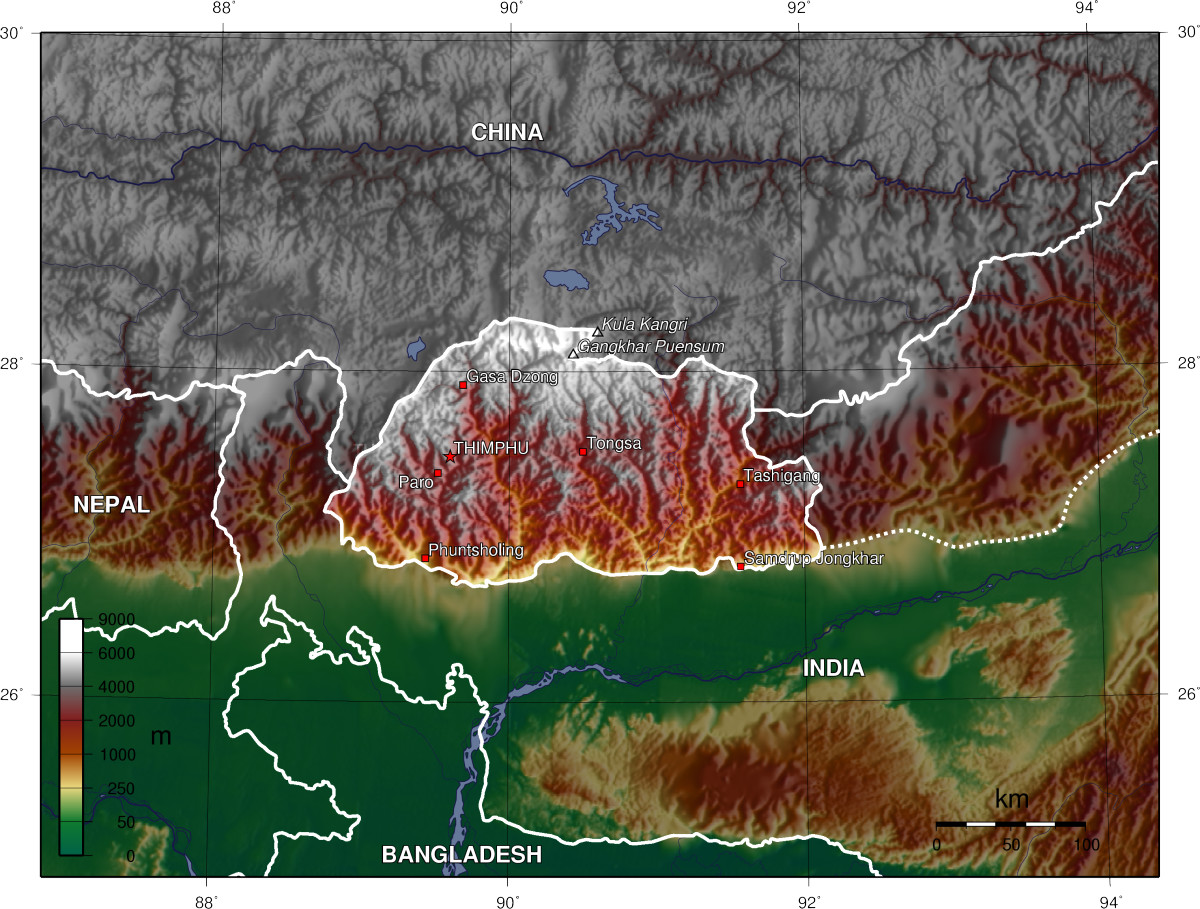
Mapa topográfico de Bután

El territorio de Bután contiene unos 677 glaciares y 2.674 lagos glaciares y lagos subsidiarios, de los cuales 25 presentan riesgo de inundaciones. La mayoría de glaciares de a nación son clasificados como "valle" y "glaciares de montaña", aunque un número significativo se califican de "plataforma de hielo" y "glaciares de nicho". Algunos lagos glaciares, como el lago Thorthormi en el gewog de Lunala (distrito de Gasa), no son un solo cuerpo de agua, sino colecciones de estanques supraglaciales. La mayoría de los lagos glaciares identificados como potencialmente peligrosos alimentan los sistemas de agua del río Manas y del río Puna Tsang (Sankosh) del centro-norte de Bután. Durante una inundación repentina causada por los glaciares, los residentes de las aldeas cercanas menos elevadas pueden tener tan solo veinte minutos para evacuar; los desbordamientos de 1994 en el lago Luggye tardaron aproximadamente siete horas en llegar a Punakha, a unos 90 kilómetros río abajo.
Para la seguridad pública, estos glaciares y lagos son mantenidos por el Departamento de Geología y Minas del Ministerio de Asuntos Económicos, una agencia ejecutiva (gabinete) del gobierno de Bután. El Departamento, como parte de sus "proyectos de mitigación" ambientales, tiene como objetivo reducir los niveles de los lagos glaciares y así evitar los desastres relacionados con sus inundaciones. En 2001, por ejemplo, los científicos identificaron el lago Thorthormi como uno que amenazaba con un colapso inminente y catastrófico. La situación finalmente se alivió al esculpir un canal en el borde del lago para aliviar la presión del agua. El gabinete utiliza explosivos silenciosos y otros medios que considera amigables con el medio ambiente para minimizar el impacto ecológico de sus proyectos de mitigación. Sin embargo, estos proyectos siguen siendo difíciles de realizar debido al clima, el terreno y la relativa falta de oxígeno en las altitudes de los lagos glaciares. En septiembre de 2010, se programó la instalación de sistemas de alerta temprana de desbordamientos a mediados de 2011 en los distritos de Punakha y Wangdue Phodrang a un costo de 3,4 millones de euros.

## Retroceso glacial y controversia

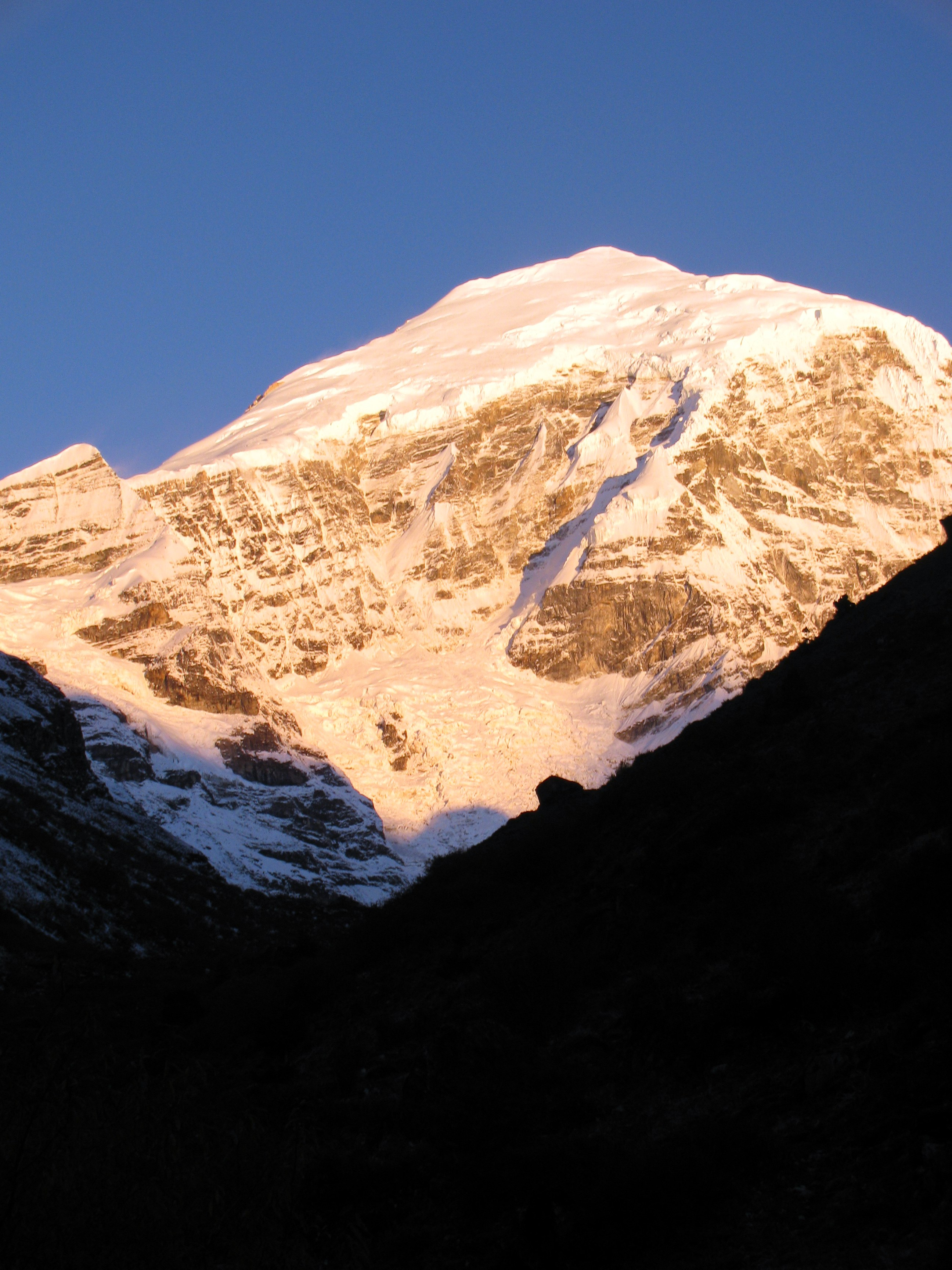
El Monte Jomolhari en 2009

Debido a que el estado de los glaciares en Bután involucra cuestiones de cambio climático, el tema es algo controvertido. Un informe de las Naciones Unidas de 2008 sugirió que debido al aumento de las temperaturas, los glaciares del país retrocedían a un ritmo de 30 a 40 metros por año, preparados para hacer que muchos lagos se desbordaran y enviaran millones de litros de agua de inundación río abajo. Este, entre muchos otros problemas relacionados con el clima identificados en el informe, llevó a la asociación regional de ministros de gobierno a establecer el Fondo Regional de Emergencia Sanitaria del Sudeste Asiático en Timbú en septiembre de 2007. De manera similar, los países miembros de la Asociación del Asia Meridional para la Cooperación Regional (SAARC) adoptaron acuerdos bilaterales que incluyen medidas sobre el cambio climático y los glaciares en su cumbre de abril de 2010.
El informe de la ONU de 2008 también indicó que los glaciares del Himalaya se derretirían en 25 años, sin embargo, el primer ministro Jigme Thinley expresó una perspectiva más sombría en una conferencia de prensa a fines de marzo de 2010, declarando: "Nuestros glaciares se están retirando muy rápido y tenemos razones para les preocupa que de hecho puedan desaparecer no en 2035, sino incluso antes ". Otros estudios en 2009 indicaron que la tasa de derretimiento de los glaciares en Bután era tres veces el promedio mundial, y que durante las tres décadas anteriores las temperaturas regionales habían aumentado en 2,7 °C. Las imágenes de satélite también confirmaron cambios en los glaciares y picos nevados, lo que indica un aumento de la escorrentía y una disminución de la cobertura. Sin embargo, las opiniones variaron sobre el efecto del calentamiento global en el Himalaya. Según el informe del estudio geológico de Estados Unidos, 66 glaciares en Bután han disminuido en un 8,1% en los últimos 30 años.
La cubierta de escombros, como rocas y lodo, separó los glaciares relativamente estables del Himalaya de los glaciares prístinos de la meseta tibetana, actualmente en rápida retirada. El estudio, realizado por las universidades de California y Potsdam y publicado en la revista Nature Geoscience, se basó en 286 glaciares a lo largo del Himalaya y el Hindu Kush desde Bután hasta la frontera entre Afganistán y Pakistán. Otro estudio preliminar realizado por un equipo de científicos japoneses y butaneses, incluido un glacio-microbiólogo, glacio-ecólogo y geólogo, indicó que la presencia de un microorganismo peculiar en la superficie de los glaciares podría acelerar el derretimiento de estos y eventualmente conducir a un estallido glacial.